# Calamină

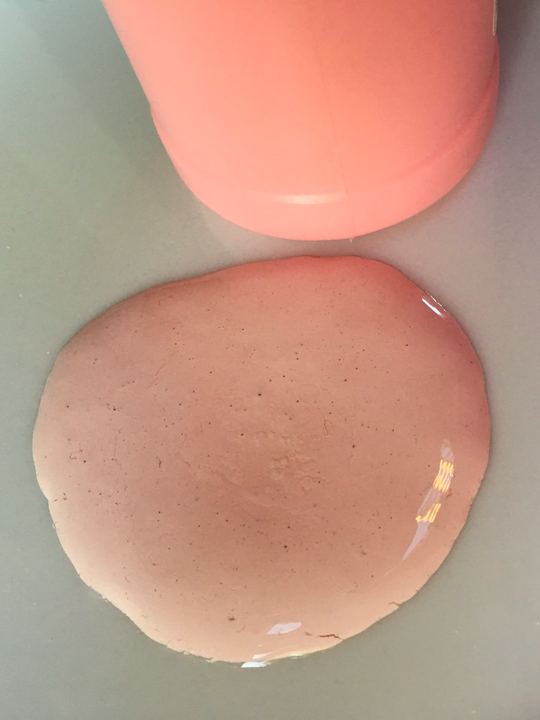
Loțiune cu calamină

Calamina este un amestec utilizat pentru calmarea pruritului, inclusiv cel cauzat de arsuri solare, înțepături de insecte, iederă otrăvitoare (Toxicodendron radicans) sau alte boli ale pielii. De asemenea, poate fi folositoare împotriva iritației pielii uscate. Este aplicată pe piele sub formă de cremă sau loțiune.
Poate induce iritație ca efect secundar. Este un amestec de oxid de zinc și 0,5% oxid feric (Fe2O3). Loțiunile cu calamină mai pot conține și alte ingrediente, precum fenol și hidroxid de calciu.
Se află pe lista medicamentelor esențiale ale Organizației Mondiale a Sănătății. Este disponibilă sub formă de medicație generică.